# Konzert in Es für Kammerorchester „Dumbarton Oaks“

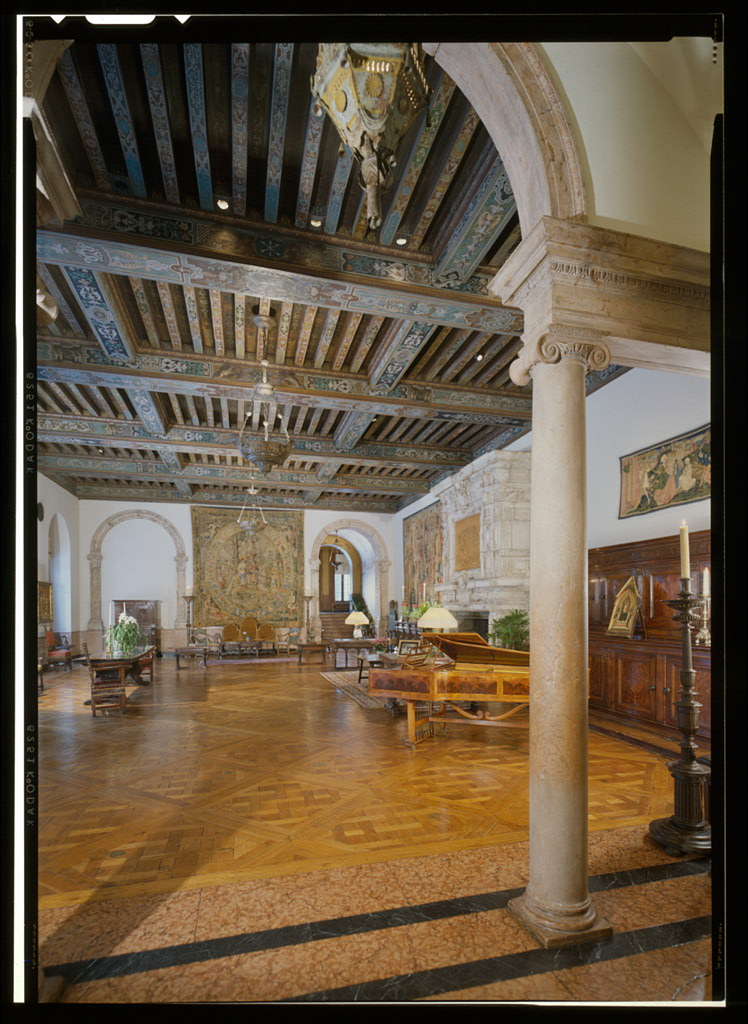
Das Musikzimmer von Dumbarton Oaks

Igor Strawinsky schrieb das Konzert in Es-Dur für Kammerorchester „Dumbarton Oaks“ zwischen Sommer 1937 und Frühjahr 1938 als nach seinen eigenen Worten „kleines Konzert im Stil der Brandenburgischen Konzerte“. Den Auftrag dazu hatte er von den amerikanischen Kunstmäzenen Robert Woods Bliss und seiner Frau Mildred Barnes Bliss erhalten, die damit ihren 30-jährigen Hochzeitstag feiern wollten; Dumbarton Oaks ist der Name ihres Landsitzes in der Nähe von Washington, D.C.

## Beschreibung
Die Besetzung mit einer Querflöte, einer Klarinette in B, einem Fagott, zwei Hörnern in F, drei Violinen, drei Bratschen, zwei Celli und zwei Kontrabässen, die sowohl solistisch als auch in unterschiedlichen Gruppierungen eingesetzt werden, erinnert an barocke Concerti grossi. Insbesondere zwischen dem ersten Satz von Dumbarton Oaks (Tempo giusto) und dem ersten Satz des 3. Brandenburgischen Konzerts gibt es Parallelen; dieses ist besetzt mit je 3 Violinen, Bratschen und Celli sowie einem Kontrabass, die ebenfalls teils solistisch, teils in gleichberechtigten Gruppen auftreten. Auch thematisch ähneln sich die beiden Sätze. Im zweiten Satz (Allegretto) von Strawinskis Konzert  wird die Besetzung noch um die Hörner und Bässe reduziert, wodurch seine feingliedrigen rhythmischen Figuren noch mehr betont werden. Der wieder voll besetzte dritte Satz (Con moto (bewegt)) ist charakterisiert durch ostinate Elemente sowie  starke Kontraste zwischen Tutti- und solistischen Abschnitten.
Nadia Boulanger leitete am 8. Mai 1938 die Uraufführung des Konzerts im privaten Rahmen auf Dumbarton Oaks, da Strawinsky wegen einer Tuberkulosetherapie verhindert war. Der Komponist stand am 4. Juni am Pult bei der öffentlichen Premiere in Paris.